# Glenview Hills (Kentucky)
Glenview Hills es una ciudad ubicada en el condado de Jefferson en el estado estadounidense de Kentucky. En el Censo de 2010 tenía una población de 319 habitantes y una densidad poblacional de 977,51 personas por km².

## Geografía
Glenview Hills se encuentra ubicada en las coordenadas 38°17′43″N 85°38′18″O / 38.29528, -85.63833. Según la Oficina del Censo de los Estados Unidos, Glenview Hills tiene una superficie total de 0.33 km², de la cual 0.33 km² corresponden a tierra firme y (0%) 0 km² es agua.

## Demografía
Según el censo de 2010, había 319 personas residiendo en Glenview Hills. La densidad de población era de 977,51 hab./km². De los 319 habitantes, Glenview Hills estaba compuesto por el 98.43% blancos, el 0% eran afroamericanos, el 0.63% eran amerindios, el 0.31% eran asiáticos, el 0% eran isleños del Pacífico, el 0% eran de otras razas y el 0.63% pertenecían a dos o más razas. Del total de la población el 1.25% eran hispanos o latinos de cualquier raza.